# August Reissmann
August Friedrich Wilhelm Reissmann (født 14. november 1825, død 13. juli 1903 i Berlin) var en tysk musikolog og komponist.
Reissmann virkede først i Weimar, senere i Halle a. S. og endelig i Berlin — dels som musiklærer, dels som skribent og foredragsholder. Hans talrige musikerbiografier (Schumann, Mendelssohn-Bartholdy, Schubert og flere) såvel som hans almindelige musikhistoriske skrifter (Allgemeine Geschichte der Musik, Illustrirte Geschichte der deutschen Musik med flere) vandt betydelig udbredelse, men besidder ringe selvstændigt værd; mere fortjenstfuld er Geschichte des deutschen Liedes (2. udgave 1874). Reissmann har redigeret de 5 sidste bind af Mendels musikleksikon; hans kompositioner var ret talrige, men uden betydning.